# بوب مارغريتا
بوب مارغريتا (بالإنجليزية: Bob Margarita)‏ هو لاعب كرة قدم أمريكية أمريكي، ولد في 3 نوفمبر 1920 في بوسطن في الولايات المتحدة، وتوفي في 28 يوليو 2008 في ستونهام في الولايات المتحدة.